# Битва при Камардже
Битва при Камардже — сражение вблизи крепости Камарджа близ Самарканда, занятой гарнизоном Омейядского халифата, силами Тюргешского каганата и его согдийских союзников в 729 году. В условиях масштабного восстания местных князей эта небольшая крепость около Самарканда была одной из последних арабских цитаделей в Трансоксиане. Осада, подробное описание которой дал ат-Табари, длилась 58 дней и завершилась переговорами, в рамках которых гарнизон был отпущен в Самарканд. Упорная защита Камарджи отмечалась в арабской литературе, но власть в этом регионе была сломлена после битвы на перевале Тахтакарача два года спустя. Только после краха Тюргешского каганата в 738 года арабы восстановили своё правление Трансоксианой.

## Предыстория
Трансоксиана (араб. «Мавераннахр») была завоёвана омейядским полководцем Кутейбой ибн Муслимом во времена правления халифа аль-Валида I (705—715), после арабских завоеваний Персии и Хорасана в середине VII века. В 719 году местные князья запросили у китайцев и их тюргешских вассалов военную помощь против Халифата. В 720 году тюргеши провели нападения на мусульман в регионе. Наместникам Омейядов первоначально удалось давить и локализовывать беспорядки, хотя контроль над Ферганской долиной был потерян. В 724 году наместник Муслим ибн Саид аль-Килаби и его армия потерпели тяжёлое поражение («День Жажды») от тюргешей, когда попытались покорить Фергану. К 728 году, перед лицом нападений тюргешей и широко распространившегося антиарабского восстания, только Самарканд и крепости Камарджа и Дабусия на реке Зерафшан оставались в руках арабов.

## Осада
В 729 году Ашрасу ибн Абдаллаху ас-Сулами пересёк реку Окс и дошёл до Бухары под постоянными атаками тюргешей и их согдийских союзников. При этом союзники беспрепятственно вывели войска в район Самарканда и далее — к арабской крепости Камарджа в 42 км к западу от него. Последующая осада Камарджи, рассказанная в «Истории пророков и царей» ат-Табари, является, по словам историка Хью Н. Кеннеди, «одним из наиболее ярко описанных сюжетов войны».
По дороге Бухара-Самарканд к крепости подступила тюргешская армия под началом кагана Сулука, в которую входили контингенты из Ферганы, Аль-Тарабанда (столицы Шаша, современный Ташкент), Афшина (город около Самарканда), Насафа и Бухары. Когда они достигли Камарджи, тюргеши и их союзники сошли с дороги и разбили лагерь. Городской гарнизон не знал об их приближении, поскольку они скрылись за холмом. На следующее утро, когда арабы повели скот на водопой и поднялись на холм, они были, по словам ат-Табари, «поражены, увидев стальную гору армии своих врагов». Арабы отправили некоторых животных с холма к реке, чтобы отвлечь тюргешей, и поспешили обратно в город. Вскоре последние обнаружили противника и начали преследование, но арабы лучше знали местность и смогли добраться до города и найти убежище за его земляным валом. Когда тюргеши напали на ворота и попытались ворваться в город, развернулась ожесточённая битва. Пытаясь отбиться, арабы бросали в них со стен горящий хворост. Вечером тюргеши отошли от стен, и арабы сожгли деревянный мост через ров.
Следом каган отправил к осаждённым двух посланников. Первым, кто приблизился к стене, был Хосров, внук последнего персидского правителя из династии Сасанидов Йездегерда III (632—651). Отец Хосрова, Пероз III, бежал к китайскому двору, спасаясь от арабов. Хосров же сопровождал тюргешей в надежде вернуть престол и восстановить независимость персидского государства. Он призвал гарнизон сдаться и предложил им безопасный проход, провозгласив восстановление своего царства. Арабы с негодованием отказались слушать его и начали его оскорблять. Как пишет историк-востоковед Гамильтон Гибб, присутствие Хосрова «может быть воспринято как признак того, что повстанцы получали поддержку от Китая, хотя в китайских хрониках об этой экспедиции ничего не говорится». После провала миссии Хосрова каган послал местного жителя Базагари, чтобы договориться с гарнизоном, и нескольких арабских пленников, чтобы запугать солдат. Каган предложил арабам из гарнизона стать частью его армии с удвоением жалования, но арабский переговорщик Язид ибн Саид аль-Бахили, который немного знал тюркский, с презрением отверг предложение. Язид сказал: «Как могут арабы, которые являются волками, быть с тюргешами, которые являются овцами?». Этот ответ привёл тюргешей в ярость. Они угрожали убить аль-Бахили, в связи с чем последний предложил разделить гарнизон: одной половине с их имуществом будет позволено безопасно уйти, а другая половина останется на службе у тюргешей. Базагари принял это предложение и отпустил Язида обратно, чтобы передать условия гарнизону, но как только он вернулся в крепость, то отклонил условия и призвал своих товарищей сопротивляться чужакам.
Сулук приказал своим людям наполнить ров срубленными молодыми деревьями, чтобы не дать арабам его поджечь. Однако гарнизон в ответ бросал со стен сухие деревья, в результате через шесть дней, когда он был заполнен, арабы подожгли древесину. При сильном ветре труды тюргешей были сведены на нет. Арабские лучники оказались успешнее тюргешских, нанося врагу ощутимые потери. В ходе обстрела был убит и Базагари. Тогда тюргеши казнили сотню арабских пленных на глазах у гарнизона. В ответ гарнизонные отряды убили 200 молодых местных жителей, которых они держали в заложниках. Повествование об осаде у ат-Табари, опирающееся на рассказы очевидцев, продолжается отдельными эпизодами: решительным нападением тюргешей на ворота, в ходе которого пятеро нападающих сумели взобраться на стену, прежде чем их столкнули в ров; атакой князя Шаша, который со своими товарищами попытался прорваться через провал в стене, но был убит; эпизодом, когда каган, пришедший осмотреть арабские укрепления, получил стрелу в лицо, но шлем спас его от смерти.
Упорство защитников раздражало кагана, который обвинил своих согдийских союзников в том, что они ему рассказывали, будто в городе всего «пятьдесят ослов», и что он может быть взят за пять дней, которые на деле растянулись на два месяца. Наконец, каган возобновил переговоры и предложил безопасный проход до Дабусии или Самарканда, которые всё ещё были в руках арабов. Командование гарнизона послало всадника в Самарканд, чтобы попросить совета, и ему было приказано выбрать Дабусию, которая была ближе к Камардже. Через 58 дней, в течение которых, по словам ат-Табари, гарнизон «не поил своих верблюдов в течение 35 дней», осада закончилась. Арабы и тюргеши обменялись пятью заложниками, одним из них стал придворный Сулука Курсул. После взаимной расправы над пленниками в начале осады недоверие арабов к тюргешам было таково, что они отказывались уходить из города, пока не уйдут каган и его армия, а араб с кинжалом в руке в это время сидел позади каждого из тюргешских заложников.
Когда арабский гарнизон Камарджи приблизился к крепости Дабусия, её гарнизон сначала посчитал, что Камарджа пала и что солдаты, идущие к ним, были тюргешами. Но когда они вступили в бой с якобы противником, всадник, посланный гарнизоном Камарджи, предупредил их о реальной ситуации, и «люди из Дабусии выехали вперёд, чтобы нести того, кто был слишком слаб или ранен». Далее стороны обменялись заложниками, отпуская их по одному. В конце концов, когда были оставлены последние два заложника, ни одна из сторон не хотела сначала отпустить своего заложника, пока арабский заложник не вызвался идти последним. За этот поступок он был щедро вознаграждён Курсулом, который вручил ему доспехи и коня.

## Последствия
Как пишет Гибб, «слава об обороне Камарджи распространялась повсюду, но это мало помогало власти арабов». Почти вся Трансоксиана, за исключением Бухары и Самарканда, была потеряна, и даже в соседнем Хорезме вспыхнуло восстание, которое, тем не менее, было быстро подавлено местными арабскими поселенцами. Самарканд оставался последним крупным форпостом арабского правления глубоко в Согдиане, и последующие операции обеих сторон были сосредоточены вокруг него. Именно при попытке снять осаду города тюргешами в 731 году арабы пережили катастрофичную битву на перевале Тахтакарача, за которой последовал полный крах позиций арабов в Трансоксиане. Арабы не могли прийти в себя вплоть до убийства Сулука в 738 году, которое привело к началу гражданской войны среди тюргешей. В 739—741 годах, при правлении Насра ибн Сайяра, они сумели восстановить власть Халифата вплоть до Самарканда.